# Il lato oscuro dell'anima
Il lato oscuro dell'anima (The Nightrunners) è un romanzo thriller e horror dello scrittore statunitense Joe R. Lansdale. Insieme al precedente romanzo dello stesso autore, Atto d'amore, è probabilmente una delle prime opere splatterpunk.

## Storia editoriale
Il romanzo è stato scritto nel 1982 con il titolo Night of the Goblins, successivamente modificato dall'autore in The Nightrunners. A causa dei forti temi trattati, l'opera fu pubblicata con difficoltà solo nel 1987, dalla casa editrice Dark Harvest Press. Prima di tale edizione il romanzo era stato richiesto dalla casa editrice Evening Star per essere incluso in un'ampia antologia di racconti horror, opera questa che non vide mai la luce.
Inizialmente Lansdale non aveva intenzione di scrivere un romanzo dell'orrore ma una storia di suspense, realistica, che parlasse di crimini; tuttavia, sviluppando il racconto, Lansdale ha iniziato a introdurre temi fantastici e dell'orrore, probabilmente influenzato da altri lavori appartenenti a tale filone che stava contemporaneamente scrivendo. Nonostante i temi fantastici trattati, il romanzo non abbandona mai completamente l'idea iniziale di una storia realistica: Lansdale lascia quindi aperta al lettore la scelta di attribuire gli eventi narrati a manifestazioni sovrannaturali, oppure a semplici allucinazioni di uno dei protagonisti, Brian.
Nel 2012 Lansdale, con la collaborazione di Neal Barret Jr. ha trasposto la storia del romanzo in un copione, pubblicato nella raccolta Written with a Razor: Short Stories and a Screenplay, in attesa di un eventuale adattamento cinematografico dell'opera. In questo libro, tra l'altro, ricompare la figura del Dio del Rasoio che ha fatto il suo ingresso in scena per la prima volta in Il lato oscuro dell'anima e che è il protagonista di altri due racconti inclusi nella raccolta.

## Trama
Cinque ragazzi viaggiano di notte lungo le strade del Texas a bordo di una Chevrolet Impala del 1966. Tre di loro sono degli assassini seriali e altri due si sono aggregati incoscientemente al gruppo e ora non osano separarsene.  Tre mesi e mezzo prima il loro capo, il non ancora diciottenne Clyde, era stato arrestato subito dopo aver stuprato una loro ex professoressa, Becky Shiner. Quello era stato solo l'ultimo di una spaventosa serie di stupri perpetrati dal branco e culminati in altrettanti brutali e sadici omicidi che avevano sconvolto la città di Galveston (Texas). Anche Becky era avviata alla stessa sorte se non fosse stato per il tempestivo intervento di un vicino di casa che aveva stordito Clyde impedendogli di uccidere la ragazza dopo la violenza. I complici tuttavia erano riusciti a fuggire dopo aver sgozzato il soccorritore.  Clyde si era suicidato impiccandosi in prigione ma non è realmente morto, poiché rivive dentro la mente di uno dei tre giovani complici, Brian.
Clyde aveva raccolto intorno a sé un gruppo di abietti ragazzi e li aveva iniziati al sadismo, alla necrofilia e a ogni sorta di vizio grazie alla sua personalità carismatica. Il gruppo, costituito dagli ex complici Stone e Looney Tunes è ora capeggiato da Brian e a questi si sono aggiunti gli ingnari Jimmy e la sua ragazza Angela. Brian è stato posseduto dallo spirito dannato di Clyde che esige vendetta nei confronti di Becky e spinge l'amico a completare l'opera iniziata mesi prima. Il Dio del Rasoio, entità sovrannaturale e implacabilmente crudele ha promesso a entrambi un'eterna ricompensa fatta di vizi qualora Brian porti a termine la vendetta oppure strazi indicibili in caso di insuccesso.
Becky ora è ossessionata da ricorrenti visioni che la terrorizzano e di cui non riesce a comprenderne il senso. Il marito, il pavido Monty, tenta di psicanalizzare il significato di quelli che considera solo vaneggiamenti. L'incapacità di riuscire ad aiutare la moglie a superare il trauma subito sta allontanando i due; tra l'altro Becky, conoscendo l'animo vile del marito, nascosto dietro una maschera di falso moralismo e non violenza, inconsciamente accusa Monty di non essere in grado di proteggerla. Per cercare di ritrovare la serenità i due si trasferiscono nella piccola cittadina di Minnanette, nella casa al lago degli amici Eva e Dean Beaumont.
Nel frattempo la banda di Brian ha torturato i Beaumont e, prima di ucciderli, li ha costretti a confessare il luogo dove si rifugia la coppia di amici. Il ritrovamento del corpo di un poliziotto ucciso dalla gang ha scatenato la polizia sulle loro tracce ma i giovani efferati criminali non sembrano preoccuparsene e anzi tentano di estorcere l'esatta ubicazione della casa dei Beaumont bruciando vivo Pop, il proprietario del locale emporio. Nonostante non siano riusciti ad ottenere informazioni da Pop, i folli criminali riescono comunque a trovare la casa e si accingono ad attuare il loro folle proposito, non prima di essersi liberati dei titubanti Jimmy e Angela, uccisi in modo raccapricciante.
Alcune inquietanti vicende convincono Monty che le visioni di Becky sono precognizioni e che gli incubi in cui si vede nuovamente aggredita e uccisa sono delle premonizioni. Tuttavia la consapevolezza dell'imminente pericolo non li aiuta in alcun modo e i due vengono assediati dalla gang mentre un trasfigurato Brian, ormai posseduto dallo spirito di Clyde urla alla sconvolta Becky promesse di morte dolorosa e lenta. Monty però ritrova in sé il coraggio di cui credeva essere privo e organizza un'efficace difesa. Accorrono due poliziotti guidati sul luogo dell'assalto dall'ultima flebile testimonianza del morente Pop, solo per essere uno di essi immediatamente ucciso da un colpo sparato da Stone, e il secondo assassinato da Brian dopo essere però riuscito a eliminare Stone. Monty riesce a uccidere Looney Tunes che, impaziente, si era introdotto da solo nella casa. Brian riesce a mettere fuori combattimento il pur tenace Monty, sparandogli contro tre colpi di pistola e quindi si rivolge contro Becky. La donna, rivivendo con rabbia il trauma subito si avventa contro Brian, oramai trasfiguratosi nell'amico morto, viene a sua volta colpita ma acceca il ragazzo con dell'acqua bollente per poi ucciderlo, evirandolo.

## Personaggi
Becky ShinerGiovane ex insegnante, dopo essere stata stuprata da Clyde ha acquisito poteri di precognizione che si manifestano attraverso visioni premonitrici. Riesce a uccidere Brian vendicandosi così della violenza subita.
Montgomery "Monty" JonesIl Marito di Becky, nasconde dietro falsi comportamenti non violenti un carattere sostanzialmente pavido. Inizialmente non da fiducia alle premonizioni della moglie, salvo poi crederle quando le vicende volgono al peggio. si riscatterà da una vita improntata alla vigliaccheria proteggendo strenuamente Becky contro la banda di Brian.
Clyde EdsonCarismatico leader della banda di giovani assassini e stupratori.
Brian BlackwoodAmico intimo di Clyde. I due sono legati da una insana relazione fatta di reciproca attrazione e condivisione di ogni sorta di abietta esperienza.
StoneComplice di Brian e Clyde e membro della banda, viene ucciso dal poliziotto Larry.
Loony TunesComplice di Brian e Clyde e membro della banda. Viene ucciso da Monty con un'accetta.
Eva e Dean BeaumontAmici di Monty e di Becky, gli offrono in prestito la casa di campagna a Minnanette nella speranza che l'amenità del luogo porti giovamento alla donna provata dalla violenza subita. Vengono entrambi uccisi dopo essere stati torturati da Brian e costretti a confessare l'ubicazione della casa,  rifugio della coppia di amici.
JimmyGiovane senza carattere, viene facilmente plagiato dal gruppo di Brian in cerca di amici e di aggregazione. Convince la sua ragazza, Angela, a seguirlo nella casa occupata dalla banda. cerca di tirarsi indietro quando la violenza della banda si è fatta per lui insostenibile. Viene ucciso da Bruce dopo essere stato evirato.
AngelaScappata di casa con il ragazzo Jimmy, costretta ad aggregarsi al gruppo, si rende conto della pericolosità di Brian e dei suoi complici quando è ormai troppo tardi per scappare. Viene uccisa da Brian in modo raccapricciante.
Ted OlsenAgente della polizia stradale di Minnanette, ucciso nel tentativo di portare soccorso ai coniugi Jones.
LarryIl razzista e cinico collega di Ted Olsen. Ucciso da Brian dopo aver a sua volta eliminato Stone.
Jim TrawlerAgente della polizia stradale di Minnanette, il primo ad essere ucciso dalla banda di Brian, dopo aver fermato la loro auto per un controllo.
PopGestisce il piccolo emporio di Minnanette. Viene bruciato vivo da Brian nel tentativo di fargli rivelare l'ubicazione della villetta dove si sono trasferiti i Jones.

### Edizioni
- (EN) Joe R. Lansdale, The Nightrunners, 1ª ed., Dark Harvest Press, 1987.
- Joe R. Lansdale, Il lato oscuro dell'anima, Dark, Fanucci, 2005,  p. 287, ISBN 88-347-1082-7.
- (EN) Joe R. Lansdale, The Nightrunners, Gere Donovan Press, 2011, ISBN 978-1-936666-22-5.